# Filosefardismo

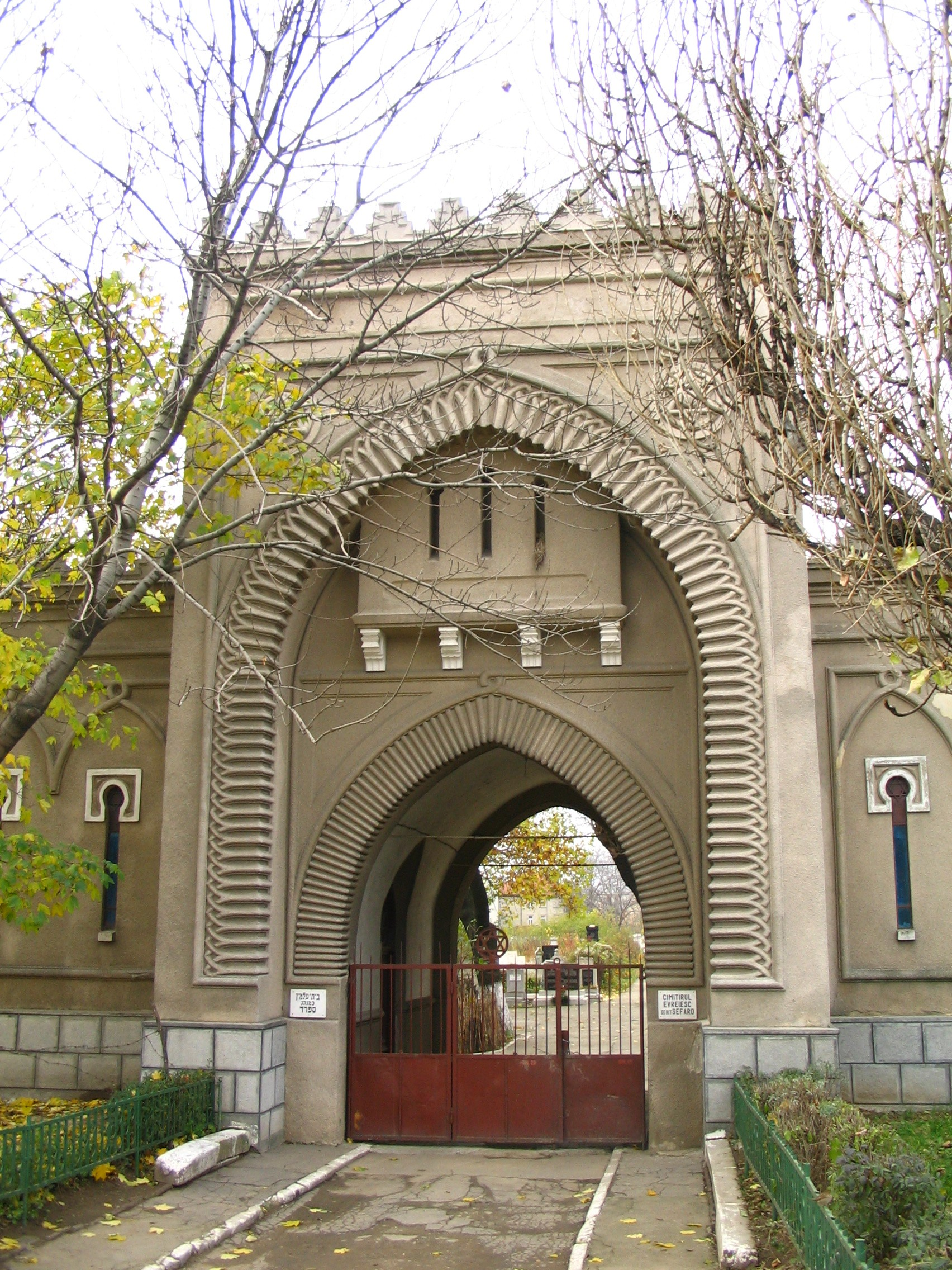
Puerta de entrada del cementerio sefardí de Bucarest.

El filosefardismo es una concepción ideológica y un movimiento de opinión que surge en España a mediados del siglo XIX y que reivindica la herencia judía de España representada por los sefardíes descendientes de los judíos expulsados en 1492 por los Reyes Católicos. Además pretende un acercamiento a ellos para reintegrarlos en la cultura española y concederles incluso la nacionalidad española.

## Historia

### El nacimiento del filosefardismo
Frente al antijudaísmo de los sectores conservadores, carlistas y católicos, el filosefardismo surge a mediados del siglo XIX entre los medios liberales que consideran a la Inquisición española y a la expulsión de los judíos de 1492 como una de las causas de los males que aquejaban a España. En aquella época varios libros valoraban positivamente la presencia de los judíos en el pasado medieval, entre los que destaca la Historia de los judíos de España publicada por Adolfo de Castro en 1847. En él el autor exalta la cultura judía medieval española y condena la persecución de los judeoconversos por la Inquisición y la expulsión de los judíos en 1492, que achaca al rey Fernando el Católico y no a la reina Isabel I de Castilla, una idea que ya había sido defendida por los liberales durante los debates de las Cortes de Cádiz. En una obra posterior, titulada Vida de Niños célebres (1865), Castro no dudó de la veracidad de la leyenda del presunto crimen ritual contra un niño cristiano de 1491 conocido como el Santo Niño de la Guardia, por el que varios judíos y conversos fueron quemados en la hoguera en 1491.
Mucha más importancia tuvo el libro de Amador de los Ríos Historia social, política y religiosa de los judíos de España y Portugal publicado en 1877 en el que rectificó en parte ciertas posiciones antijudías que había mantenido en una obra anterior, Estudios históricos, políticos y literarios sobre los judíos en España (1848). Amador de los Ríos como buen católico siguió manteniendo la visión tradicional de los judíos como el pueblo deicida y defendió la realidad del caso del Santo Niño de la Guardia y la expulsión de los judíos para salvaguardar la unidad espiritual de la nación, pero censuró las matanzas de judíos de 1391 y la actuación de la Inquisición, aunque en la época de Felipe II, en la que "fue un terrible embarazo a la marcha filosófica del espíritu humano".
Más claramente filosemita fue la novela Gloria de Benito Pérez Galdós publicada en 1877 en la que ensalza al judío protagonista, Daniel Monzón, aunque su madre es retratada como la encarnación del "fanatismo de la acera de enfrente".

### El descubrimiento de los sefardíes
El conocimiento por parte de los españoles de que existían judíos descendientes de los expulsados en 1492 que habían conservado el castellano medieval y sus costumbres de entonces se produjo durante la guerra de África cuando en febrero de 1860 las fuerzas desembarcadas en la costa de Marruecos al mando del general O'Donnell fueron recibidas con júbilo y en un castellano un poco raro por los judíos de Tetuán, quienes acababan de padecer el saqueo de sus propiedades por los las fuerzas musulmanas que antes de abandonar la ciudad habían asaltado la judería causando decenas de víctimas. "La sorpresa fue mayúscula. Los sefardíes acogieron a los españoles como libertadores; vieron en ellos algo así como unos compatriotas que podrían ayudarlos a salir de la miseria en la que muchos de ellos estaban hundidos", comenta Joseph Pérez. Estos hechos fueron conocidos en la península, especialmente gracias al Diario de un testigo de la guerra de África de Pedro Antonio de Alarcón, a pesar del antijudaísmo de su autor —"raza parásita, grey desheredada y maldita, dice de los judíos que se encontró en Tetuán—, y a la novela Aita Tettauen de Benito Pérez Galdós.
En 1862 el gobierno español tuvo que ordenar la evacuación de Tetuán y dejó allí un cónsul que mantuvo unas relaciones estrechas con la comunidad sefardí. Algunos judíos marcharon a Ceuta y a algunas ciudades de Andalucía donde fueron bien recibidos, pero fueron muy pocos. Poco más hizo por ellos el gobierno español. Mucha más ayuda les llegó a través de la francesa Alianza Israelita Universal, que fundó varias escuelas pero en las que la lengua que se utilizaba era el francés, lo que, según Joseph Pérez, junto con el hecho de que la mayor parte de Marruecos quedaría como protectorado de Francia, explicaría que en "en el siglo XX, los sefardíes de Marruecos, serán más bien francófonos, cuando no ciudadanos franceses; pocos se acordarán de sus raíces hispánicas".
Una de las primeras entidades en ocuparse de los sefardíes y en reivindicar la herencia judía fue la Institución Libre de Enseñanza que mantuvo contactos con las comunidades sefarditas y en su revista publicó artículos criticando la Inquisición y la expulsión de los judíos de 1492. Esta nueva visión del papel de los judíos en el pasado español quedará plasmada en la Historia de España de Rafael Altamira, uno de los miembros más prestigiosos de la Institución. En ella Altamira desmiente además algunos tópicos sobre los judíos como el del crimen ritual del Santo Niño de La Guardia.
España tardó más tiempo en preocuparse de los judíos de la diáspora sefardí. A raíz de los pogromos antijudíos que se produjeron en los Balcanes y en Rusia en las dos últimas décadas del siglo XIX, el embajador español en Estambul informó al gobierno de Madrid de la existencia en el Imperio Otomano de muchas comunidades sefardíes que seguía hablando castellano, destacando las de Salónica y las de la capital. El embajador, el conde de Rascón, sugirió al gobierno que acogiera en España a los judíos sefardíes que quisieran huir y que además se mantuviera un contacto permanente con los que siguieran viviendo en los Balcanes y en Oriente Próximo poniendo en marcha una política de acercamiento cultural. Propuso también que se establecieran "líneas de vapores desde Sevilla hasta Odesa, al modo de lo que hacen ingleses y franceses" y que se crearan institutos de segunda enseñanza en Salónica y en Estambul. "De este modo tendrá España en Oriente medios más fáciles de aumentar sus relaciones mercantiles y de extender algún día su influencia", concluía el conde de Rascón. Al final fueron a España muy poco judíos, entre otras razones, porque el gobierno español no estaba dispuesto a pagarles los gastos del viaje.

### La campaña prosefardí del doctor Pulido

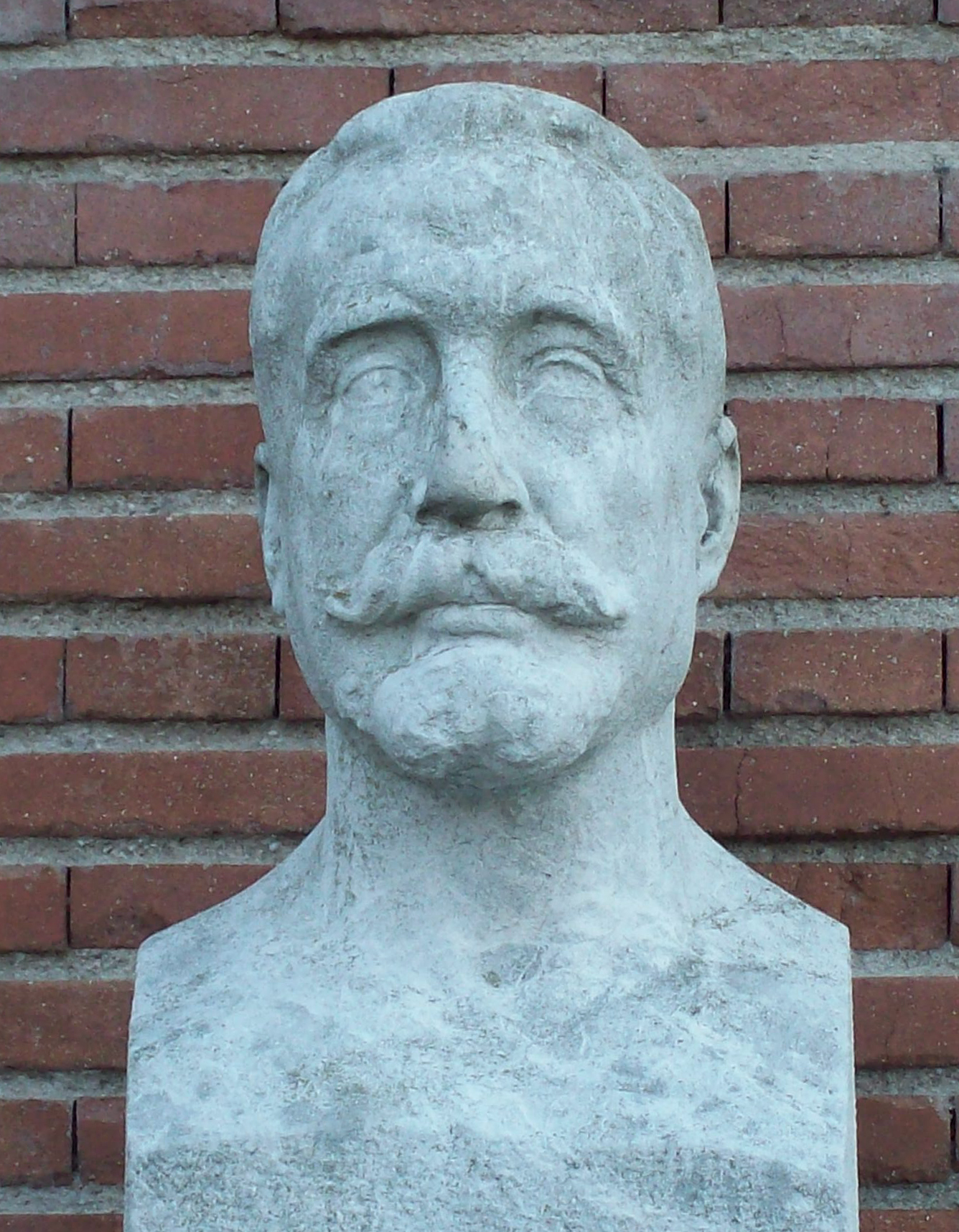
Busto del Doctor Pulido en Madrid (1954), por Miguel Blay.

Gracias al informe del conde de Rascón de 1881 el gobierno español supo que no sólo había sefardíes en el norte de África sino que la inmensa mayoría vivían en los territorios del Imperio Otomano, una información que fue conocida por la opinión pública gracias a un artículo publicado en el diario El Liberal por el doctor Ángel Pulido Fernández que en el verano de 1883 había realizado un viaje por el Danubio y Europa oriental durante el cual, y para su sorpresa, se había encontrado con varios judíos que hablaban castellano y que le informaron de la existencia de importantes comunidades sefardíes en Serbia, Bulgaria y Rumanía, países recientemente independizados del Imperio Otomano, así como en la propia Turquía.
A partir de entonces el doctor Pulido, que fue nombrado senador, inició una intensa campaña a favor del acercamiento a los sefardíes, en colaboración con el rabino de Bucarest, Enrique Bejarano. En 1903 presentó en el Senado una proposición para que se nombrasen cónsules en las ciudades principales de los Balcanes con el fin de atender a los sefardíes, además de abrir escuelas en castellano y establecer relaciones comerciales con ellos. Para apoyar la propuesta publicó artículos en la prensa que luego fueron recogidos en un libro titulado Intereses nacionales. Los judíos españoles y el idioma castellano, al que le siguió otro publicado en 1905: Intereses de España. Españoles sin Patria y la Raza Sefardí, en el que proponía "reconquistar al pueblo judeo-español", pero no su regreso masivo a España, lo que sería a su juicio "un desatino". Pulido no está libre de antijudaísmo cuando afirma que los sefardíes son superiores a los judíos askenazíes a los que considera que "están hoy en su mayor parte degenerados y mezquinos". Esta diferenciación es esencial "porque desde entonces se distinguirá en España entre los sefardíes y los demás judíos, llegándose a dar incluso la figura del filosefardí antisemita".
La campaña de Pulido tuvo una gran resonancia y consiguió el apoyo de varios intelectuales como Benito Pérez Galdós, Miguel de Unamuno, José de Echegaray, Emilia Pardo Bazán, Juan Valera, e incluso Marcelino Menéndez Pelayo, y logró que en 1909 se permitiera la apertura de sinagogas en España. Al año siguiente fundó la Alianza Hispano-Hebrea, que tuvo el apoyo de Galdós, Vicente Blasco Ibánez, Segismundo Moret, Canalejas o Cansinos Assens; y en 1920 la Casa universal de los sefardíes, en cuya creación participaron también importantes políticos conservadores –Antonio Maura, de la Cierva-, liberales –conde de Romanones, Niceto Alcalá-Zamora-, reformistas –Melquiades Álvarez- y republicanos –Alejandro Lerroux-, a la que se adhirió la Federación de Asociaciones Hispano-Hebreas de Marruecos. Ese mismo año se constituyó legalmente la comunidad judía de Madrid presidida por el banquero Ignacio Bauer y que en 1917 había inaugurado su sinagoga en un piso de la calle Príncipe en presencia de las autoridades municipales —en 1913 se había constituido la de Sevilla y en 1918 la de Barcelona—. Por todo ello los sectores tradicionalistas arremetieron contra el judaizante Pulido.
La campaña de Pulido también se reflejó en el mundo académico en el que creció el interés por los estudios hebraicos. El éxito más notable del doctor Pulido y del grupo que lo apoyaba —entre los que destacaban el escritor Cansinos Assens y la escritora y periodista Carmen de Burgos, Colombine— fue conseguir que un profesor de Jersusalén, Abraham Yahuda, fuera nombrado profesor de lengua y literatura rabínica de la Universidad central de Madrid, en 1915, gracias también al apoyo del rey Alfonso XIII. El tema que mayor interés despertó fue el folklore judeo-español, estudiado por los medievalistas y los especialistas en historia de la literatura de la escuela de Ramón Menéndez Pidal y por los musicólogos.
En 1915, el financiero judío Ignacio Bauer funda La Revista de la Raza, dirigida por el filosefardí, Manuel Luis Ortega Pichardo, autor de Los hebreos de Marruecos (1919) y de una biografía de Pulido, que dedica un tercio de sus páginas a la sección "Mundo Sefardí". En 1916, el teniente general Julio Domingo Bazán publicó Los hebreos, que responde a la visión positiva que tenían muchos militares africanistas de los sefardíes, que contrasta con la imagen negativa que solían tener de los "moros", bárbaros y degenerados.
"Desde el inicio del protectorado español en el norte de Marruecos, en 1912, el rey Alfonso XIII y sus Gobiernos apoyaron el filosefardismo promovido por el doctor Pulido, habida cuenta del apoyo de los hebreos de la zona a la penetración española". El fruto más importante de este apoyo fue la concesión por el gobierno español a partir de 1916 del estatuto de protegido a los sefardíes, lo que significaba que podrían recurrir a los cónsules españoles en caso de sentirse amenazados para que defendieran sus derechos y podrían viajar con pasaporte español, aunque eso no significaba que se les concedía la ciudadanía española.

### El filosefardismo de derechas de la Dictadura de Primo de Rivera

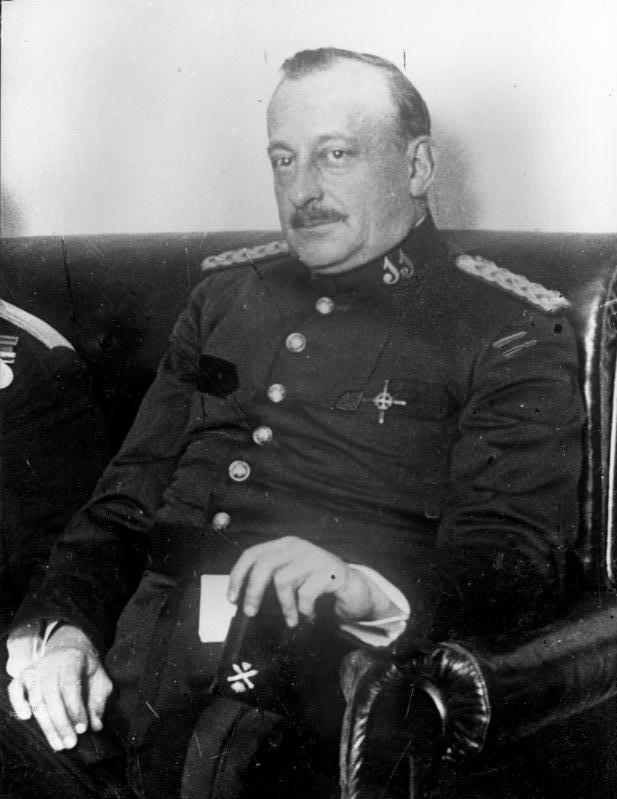
General Miguel Primo de Rivera.

La indecisa situación jurídica de los sefardíes –estaban bajo la protección del Estado español pero no eran súbditos españoles- intentó ser solucionada durante la Dictadura de Primo de Rivera con la aprobación por el Directorio Militar el 20 de diciembre de 1924 de un decreto "sobre concesión de nacionalidad española por carta de naturaleza a protegidos de origen español" en el que se daba un plazo de seis años improrrogables –hasta el 31 de diciembre de 1930- para que los sefardíes –aunque en el decreto no aparecía este nombre ni el de judío o hebreo- que tuvieran el estatuto de protegidos pudieran obtener la nacionalidad española, simplemente solicitándolo de forma individual en un consulado. En el decreto también se decía que después del 31 de diciembre de 1930 ya no se concedería ningún estatuto de protegido a las personas que no hubieran accedido a la nacionalidad española en el plazo fijado.
El decreto de 1924 tuvo muy poco éxito pues sólo cuatro mil o cinco mil sefardíes se acogieron a él para pedir la nacionalidad española. Muchos no lo hicieron porque creían que ya eran españoles, y así lo entendían los gobiernos de Turquía y de los países que habían pertenecido al Imperio Otomano. Muy pocos se instalaron en España ya que los que decidieron emigrar lo hicieron a países como Francia o Alemania, donde esperaban encontrar mejores oportunidades que en España.
La política de la Dictadura sobre los sefardíes ha sido llamada por Joseph Pérez y por Gonzalo Álvarez Chillida como "filosefardismo de derechas" o "filosefardismo derechista". Este, según Pérez, habría surgido entre los militares africanistas destinados en el Protectorado español de Marruecos que despreciaban a los "moros" y que por el contrario consideraban a los judíos sefardíes mucho mejor educados y medio españoles. Esta idea ya fue recogida por el diplomático José Antonio de Sangróniz en su libro Marruecos publicado en 1921 y desarrollada en La expansión cultural de España de 1926 en el que adopta las posiciones de Pulido de acercamiento a los sefardíes. Por su parte el también diplomático José María Doussinague elaboró en 1930 un informe titulado Sefarditismo económico en el que afirmaba que los judíos sefardíes eran superiores a los askenazíes al tener mezclada su sangre con los castellanos y propugnaba utilizarlos como arma de penetración comercial en los Balcanes. El diplomático y escritor Agustín de Foxá también apoyó la causa sefardita e incluso le dedicó algunos poemas, como el titulado El romance de la casa del sefardita.
Uno de los militares africanistas filosefardíes fue, según Gonzalo Álvarez Chillida, Francisco Franco como lo prueba el artículo "Xauen la triste" que escribió para la Revista de tropas coloniales en 1926, cuando tenía 33 años y acababa de ser ascendido a general de Brigada. En el artículo resaltaba las virtudes de los judíos sefardíes con los que había tratado que contrastaba con el "salvajismo" de los "moros". En su guion de la película Raza (1942) aparece un episodio en el que se refleja este filosefardismo. El protagonista visita con su familia la sinagoga de Santa María la Blanca de Toledo y allí dice: "Judíos, moros y cristianos aquí estuvieron y al contacto con España se purificaron". "Para Franco, como vemos, la superioridad de la nación española se manifestaba en su capacidad de purificar hasta a los judíos, convirtiéndolos en sefardíes, bien diferentes de sus demás correligionarios", afirma Álvarez Chillida. El filosefardismo de Franco se ha intentado explicar por sus supuestos orígenes judeoconversos –que algunos han relacionado incluso con su devoción a Santa Teresa de Jesús, de familia conversa- pero no hay ninguna prueba al respecto –al parecer el nazi Heydrich ordenó una investigación sobre la cuestión sin ningún resultado-. De todas formas el filosefardismo del general Franco no afectó a su política de mantener España libre de judíos, salvo en sus territorios africanos.
Según Álvarez Chillida, el filosefardismo derechista, no sólo se explica por el apoyo de los judíos del Protectorado de Marruecos a los españoles, sino también por el proyecto panhispanista impulsado por la Dictadura, resultado de la reacción nacionalista española al desastre del 98, y que engloba lo sefardí. Se trataba pues de una forma de imperialismo cultural que, como señaló el rabino Ehrenpreis en su viaje por España de 1928, intentaba "contactar a los hispanohablantes de todo el mundo y crear por medios espirituales una gran potencia española". Uno de sus principales ideólogos fue el admirador del fascismo italiano Ernesto Giménez Caballero quien desde 1927 dirigía La Gaceta Literaria en la que aparecieron muchos artículos dedicados a los sefardíes, considerados plenamente "españoles" ya desde la Edad Media, y que gracias a su hispanismo constituían la aristocracia de los judíos. En 1929 Giménez Caballero fue contratado por el Ministerio de Estado de la Dictadura para que pronunciara una serie de conferencias en distintas ciudades de los Balcanes dirigidas a los sefardíes, y para que valorara la situación de las comunidades visitadas. "Su informe fue enormemente negativo, denunciando que la política filosefardí en la práctica era mínima, en alguna ocasión obstaculizada por las legaciones españolas. Proponía, como siempre, desarrollar en los hechos el programa de Pulido: relaciones económicas, política cultural (muy especialmente) y nacionalizaciones". Asimismo en su afán por resaltar las afinidades entre sefardíes y españoles rodó una película muda durante el viaje titulada Los judíos de patria española y en la que propugnaba la "Reconquista espiritual" de los expulsados en 1492. En los años 30 Giménez Caballero, ya plenamente fascista, adoptará posturas abiertamente antisemitas —que ya habían aparecido en algunos artículos publicados en La Gaceta Literaria—, aunque sin olvidar su filosefardismo.

### La Segunda República
El Gobierno Provisional de la Segunda República Española desde el primer momento se manifestó filosemita, así como toda la prensa republicana. Alejandro Lerroux, ministro de Estado, declaró que los judíos podrían venir libremente a España al haberse aprobado la libertad religiosa, lo que fue reiterado por el embajador en Berlín, el historiador Américo Castro. El ministro socialista Fernando de los Ríos hizo un encendido elogio de los sefardíes durante el debate constitucional y afirmó que merecían una reparación -él personalmente hizo una visita a los judíos de Tetuán a finales de 1931, lo que le valió una campaña denigratoria por parte de la prensa derechista que lo motejó de "judío"-. Sin embargo, estas declaraciones de principios no se tradujeron en hechos, como ya había sucedido durante el reinado de Alfonso XIII. La ley que tenía que desarrollar el artículo 23 de la Constitución de 1931 para facilitar el acceso a la nacionalidad "a las personas de origen español que residan en el extranjero" —lo que hubiera afectado a todos los sefardíes, no sólo a los protegidos, como en el decreto de 1924— nunca se aprobó. Tampoco prosperó la propuesta de Fernando de los Ríos, ministro de justicia del gobierno de Manuel Azaña, de conceder la nacionalidad española a todos los sefardíes del Protectorado Español de Marruecos, como habían hecho los franceses en Argelia. En el segundo bienio el gobierno de Alejandro Lerroux revocó en marzo de 1934 una circular del gobierno de Azaña de febrero de 1933 que permitía a los antiguos protegidos sefardíes obtener la nacionalidad española. Por esas fechas varios centenares de judíos alemanes –se supone que askenazíes en su mayoría- pidieron asilo en España en un intento por escapar de la persecución que había iniciado Hitler después de haber alcanzado el poder en enero de 1933, pero los gobiernos republicanos derechistas no los admitieron "no por hostilidad hacia los judíos –se sabe que, por las mismas fechas, los representantes de España en la Sociedad de Naciones, Luis de Zulueta y Salvador de Madariaga, denunciaron severamente los malos tratos que recibían los judíos de la Alta Silesia-, sino sencillamente porque la situación económica de España no les permitía acoger refugiados. Parece ser, sin embargo, que algunos centenares de judíos alemanes emigraron entonces a la Península" lo que, por otro lado, levantó las protestas de algunos diarios de derechas españoles que recurrieron a los viejos tópicos antisemitas.
"Sólo se aceptaban peticiones individuales de asilo, debido al paro y para evitar que la derecha antirrepublicana agitara un antisemitismo hasta entonces inexistente. Entre los casos individuales el Gobierno ofreció una cátedra en Madrid a Einstein, quien visitó España, aunque prefirió emigrar a Estados Unidos. Finalmente vinieron cerca de 3.000 refugiados alemanes, y también algunos polacos. En vísperas de la guerra vivían en España, cerca de 6.000 judíos, pero muchos medios derechistas denunciaron la nueva invasión judía procedente de Alemania".

### El filosefardismo de derechas del primer franquismo
Según Joseph Pérez, "los actos del gobierno de Franco, desde una fecha muy temprana no se ajustan ni al antijudaísmo ni al antisemitismo, sino que aparecen conformes con el filosefardismo tal como lo concebía Primo de Rivera. Vemos, en efecto que, a pesar de los ataques verbales contra los judíos las declaraciones ideológicas sobre el complot judeomasónico y la repetida aprobación del decreto de expulsión firmado en 1492 por los Reyes Católicos, es aquella política, inaugurada en 1924, la que continúa". Pérez aporta como prueba la creación en 1941 de la Escuela de Estudios Hebraicos adscrita al CSIC que comenzó a editar la revista Sefarad, pero sobre todo el Decreto-ley de 29 de diciembre de 1948 por el que se reconocía la nacionalidad española a 271 sefardíes que vivían en Egipto y a 144 familias que vivían Grecia y eran antiguos protegidos de España. Pérez también destaca que en 1959 se organizara en la Biblioteca Nacional de Madrid una gran Exposición bibliográfica sefardí y que cinco años después se llevara a cabo un proyecto que la Segunda República no llegó a realizar: transformar en museo sefardí la sinagoga del Tránsito de Toledo. En el preámbulo del decreto de creación del museo del 18 de marzo de 1964 se puede comprobar la continuidad del "filosefardismo de derechas" iniciado con la Dictadura de Primo de Rivera:

El interés que ofrece la Historia de los judíos en nuestra patria es doble, pues si, por una parte, su estudio es conveniente para un buen conocimiento de lo español, dada la presencia secular en España del pueblo judío, también es esencial a la entidad cultural e histórica de este pueblo la asimilación que una parte de su linaje hizo del genio y de la mente hispanos a través de una larga convivencia. Sin la referencia a este hecho no pueden entenderse los variados aspectos que ofrece la personalidad de los sefardíes en las distintas comunidades que formaron al dispersarse por el mundo. En el deseo de mantener y estrechar lazos que secularmente han vinculado a los sefardíes a España, parece singularmente oportuna la creación de un museo destinado a los testimonios de la cultura hebraico-española…

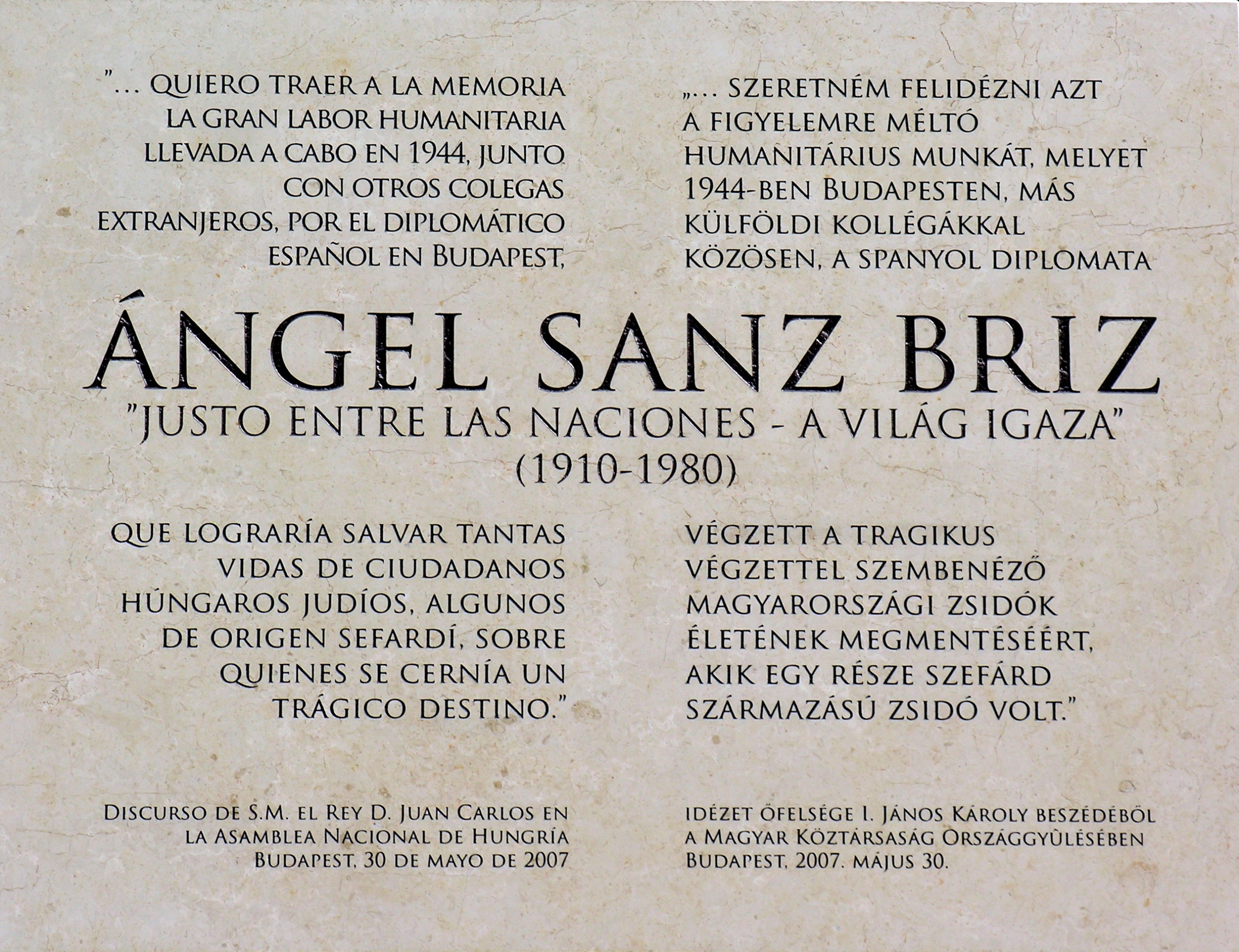
Placa en memoria de Ángel Sanz-Briz en la pared de la Embajada de España en Budapest.

La política de la dictadura del general Franco respecto de los judíos sefardíes y askenazíes que huían de la persecución nazi en la Europa ocupada vino condicionada por la colaboración del régimen franquista con Hitler. Así se ordenó a los cónsules de España en Alemania y en los países ocupados o satélites del Eje que no concedieran pasaportes o visados a los judíos que lo solicitaran excepto si eran súbditos españoles, porque "si bien es cierto que en España no existe ley de razas, el gobierno español no puede poner dificultades, aun en sus súbditos de origen judío, para evitar se sometan a medidas generales". Sin embargo, la mayoría de los diplomáticos españoles no hicieron caso a esta orden y atendieron a los judíos, especialmente a los sefardíes que se presentaban en los consulados alegando que tenían el estatuto de protegidos, aunque éste ya no tenía vigencia y el plazo para obtener la nacionalidad había expirado el 31 de diciembre de 1930. Los cónsules sabían que "los sefardíes, como los otros judíos, corrían peligro de muerte si caían en manos de la policía alemana. Ante esta dramática situación, el cuerpo diplomático español, en toda Europa, tuvo un comportamiento ejemplar; hizo todo lo que estuvo en su alcance para aliviar la suerte de los judíos, fuesen sefardíes o no, con nacionalidad española o no. Los nombres de aquellos diplomáticos que, espontáneamente, a veces contra las instrucciones que recibían de su gobierno, hicieron cuanto estuvo en su poder para salvar a hombres y familias en peligro de muerte merecen pasar a la historia para que no caigan nunca en el olvido. Estos fueron, entre otros, Bernardo Rolland de Miota, Eduardo Gasset y Díez de Ulzurrun y Sebastián Romero Radigales, respectivamente cónsules en París y Atenas; Julio Palencia Tubau, Ángel Sanz Briz, encargados de negocios en Bulgaria y Hungría; Ginés Vidal y Saura, embajador en Berlín, y su colaborador Federico Oliván; sin contar con muchos otros funcionarios de rango más modesto que les ayudaron a esta tarea humanitaria".
Joseph Pérez a la pregunta "¿se habrían podido salvar más judíos si el gobierno español se hubiera mostrado más generoso, aceptando las sugerencias de sus cónsules en la Europa ocupada por los nazis?" responde "desde luego" y añade a continuación: "Hasta 1943… Madrid no quiso complicaciones con Alemania e incluso después de aquella fecha se prestó a colaborar con agentes nazis". Sin embargo, Pérez concluye: "a pesar de todo, el balance global es más bien favorable al régimen: no salvó a todos los judíos que pedían ayuda, pero salvó a muchos. Así y todo, es muy exagerado hablar, como hacen algunos autores, de la judeofilia de Franco…".

### La transición
Las primeras Cortes democráticas elegidas en junio de 1977 aprobaron al año siguiente una proposición de ley presentada por los socialistas catalanes por la que se concedía la nacionalidad española a todos los judíos sefardíes con sólo dos años de residencia, equiparándolos así a iberoamericanos, andorranos, filipinos, ecuatoguineanos y portugueses que tenían el mismo derecho. En la intervención que tuvo ante la Cámara en defensa de la proposición de ley que había presentado su grupo parlamentario, Ernest Lluch (luego asesinado por ETA) se refirió a las campañas filosefardíes del doctor Pulido y a las propuestas del ministro socialista Fernando de los Ríos y justificó la proposición de ley como una reparación de la deuda histórica que España tenía con los descendientes de los judíos expulsados en 1492.

## Actualidad (2014-...)
En un seminario titulado "La visión de los judíos en la Historia de España" de la Universidad Pablo de Olavide (diciembre de 2013) Juan Ignacio Ruiz Rodríguez (de la Universidad Rey Juan Carlos) enumeró las instituciones e iniciativas que tienden a acercar a los pueblos español y hebreo: Centro Sefarad-Israel, Fundación Hispanojudía, Caminos de Sefarad: Red Juderías, Raíces: Revista judía de cultura (fundada en 1986), El Puente, ciclos de cine, Foro de Innovación y Crecimiento (llevado a cabo en Extremadura), Semana Cultural Sefardí,
Tarbut Sefarad, Centro de Investigación y Difusión de la Cultura Sefardí (CIDiCSef), Sefarad: Revista de Estudios Hebraicos, Sefardíes y de Oriente Próximo (ILC, CSIC) y Radio Sefarad.
El 7 de febrero de 2014 el gobierno popular de Mariano Rajoy, por iniciativa del Ministro de Justicia Alberto Ruiz-Gallardón y posteriormente de su sucesor Rafael Catalá Polo, presentó el proyecto de modificación del Código Civil por el que los judíos sefardíes que lo solicitaran podrían obtener la nacionalidad española sin tener que renunciar a la que tuvieran en ese momento. La noticia causó un gran impacto entre la comunidad sefardí de Israel cuyos miembros colapsaron las oficinas consulares españolas de Jerusalén y Tel Aviv pidiendo información sobre las condiciones que debían reunir y los trámites que debían realizar para conseguir la nacionalidad. Finalmente vio la luz la ley 12/2015, de 24 de junio, en materia de concesión de la nacionalidad española a los sefardíes originarios de España, a la que se acogieron decenas de miles de personas a lo largo de todo el mundo. A finales de marzo de 2023 se habían estimado más de 65.000 solicitudes de nacionalidad española, destacando por su número las provenientes de Colombia, México, Argentina, Israel, Estados Unidos, Ecuador y Panamá.